# Марія Ніколаса де Вальдес
Марія Ніколаса де Вальдес і де-ла-Каррера (7 січня 1733 - 18 грудня 1810) була першою леді Чилі  від 18 вересня 1810 року, коли її чоловік став президентом в Чилі першого уряду хунти, до її смерті через чотири місяці.
Ніколаса Вальдес походила з басків, народилася в Сантьяго, друга дочка Домінго де-Вальдеса і Гонсалеса де-Собераля та Ани Франциски де-Борха де-ла-Каррера-і-Урета. Вона вийшла заміж за Матео де Торо Замбрано, 1-го графа Конкісти 3 травня 1751 р., і вони разом мали десятьох дітей. Марія померла в Сантьяго незадовго до смерті чоловіка у віці 77 років.